# Rayne, Louisiana
Rayne, Louisiana (енгл. Rayne) град је у америчкој савезној држави Луизијана.

## Демографија
По попису из 2010. године број становника је 7.953, што је 599 (-7,0%) становника мање него 2000. године.
| Група             | 2000.         | 2010.         |
| Белци             | 5.559 (65,0%) | 4.900 (61,6%) |
| Афроамериканци    | 2.867 (33,5%) | 2.794 (35,1%) |
| Азијати           | 14 (0,2%)     | 14 (0,2%)     |
| Хиспаноамериканци | 69 (0,8%)     | 118 (1,5%)    |
| Укупно            | 8.552         | 7.953         |